# Банников, Александр Иванович
Алекса́ндр Ива́нович Ба́нников (род. 12 марта 1962, Харьков, Украинская ССР) — молдавский политический и государственный деятель, предприниматель.

## Детство и юность
Родился 12 марта 1962 года в городе Харьков в семье служащих. Александр единственный ребёнок в семье своих родителей. В том же 1962 году семья Банниковых переехала в МССР. Сначала в Тирасполь, затем в Бендеры, где 1969 году Александр пошёл в школу. С 1971 года семья Банниковых проживает в Кишинёве.
В детстве Банников увлекался плаванием, классической борьбой, фехтованием. Уже став депутатом, Банников рассказывал, что с детства увлекался советскими фильмами о разведчиках и мечтал работать в органах государственной безопасности. С признательностью отзывался о возможностях для становления и развития, которые в те годы предоставляла молодому человеку советская власть.
В 1971—1979 годах Александр Банников учился в средней русской школе № 56 города Кишинёва.
В 1979—1985 годах учился в Московском Высшем Техническом Училище им. Н. Э. Баумана на факультете Приборостроения по специальности Автоматизированные Системы Управления.
В 1987—1989 по направлению КГБ МССР поступил в Московскую Академию КГБ СССР им. Ф. Э. Дзержинского, которую окончил получив воинское звание старший лейтенант. Во время обучения овладел английским языком.

## Карьера до прихода в парламент
В 1985 году Банников после окончания МВТУ им. Н. Э. Баумана вернулся в Кишинёв и начал работать на Производственном Объединении Счетмаш в СКБ в качестве инженера-конструктора.
С 1987 по конец 1993 года служба в органах государственной безопасности МССР.
В 1988 году награждён медалью «70 лет ВС СССР».
В 1993 году Александр Банников занялся бизнесом, основав и возглавив фирму Tina SRL в Кишинёве.
По истечении десяти лет работы в Tina SRL, в 2003 году Александр Банников  был избран депутатом Муниципального совета Кишинёва и вице-примаром (мэром) Кишинёва.
В 2004 году возглавил Департамент приватизации Республики Молдова.
В 2005 году занял должность генерального директора Агентства земельных отношений и кадастра Республики Молдова. Под руководством Банникова была проведена первая ортофотосъёмка всей территории Республики Молдова, разработана технология массовой оценки объектов недвижимости и проведена сама оценка, установлен памятник геодезической дуге Струве, которая вошла в список объектов являющихся наследием ЮНЕСКО, создано государственное предприятие  «КАДАСТР», позволившее объединить все разрозненные базы данных и создать единую, общегосударственную кадастровую базу данных. Возглавлял агентство до конца 2009 года.

## Деятельность в парламенте
С 2006 по 2015 год был секретарём райкома ПКРМ в секторе Ботаника города Кишинёва.
В 2010 году Александр Банников избран депутатом Парламента Республики Молдова VIII созыва и был членом комиссии по сельскому хозяйству. За это время работал над рядом законодательными актами, касающимися недвижимого имущества, оценки объектов недвижимости и приватизации жилья.
В 2014 году при IX созыве депутатов Парламента Республики Молдова Банников также был членом комиссии по финансам и бюджету.
С 2017 года по настоящее время является председателем территориальной организации ДПМ секстора Ботаника.
Награждён медалью Meritul Civic.
В 2017 году награждён медалью «МПА СНГ. 25 лет» Межпарламентской ассамблеи СНГ за заслуги в деле развития и укрепления парламентаризма, за вклад в развитие и совершенствование правовых основ функционирования Содружества Независимых Государств, укрепление международных связей и межпарламентского сотрудничества.

## Семья
Женат на своей сокурснице по Московскому Высшему Техническому Училищу, уроженке города Баку.
Двое детей: Александр Банников, Иван Банников.